# Glukoza
Natalya Ilyinichna Chistyakova-Ionova (em russo: Наталья Ильинична Ионова), mais conhecida como Glukoza (em russo: Глюк’ZA, que significa literalmente glicose) é uma cantora russa. Uma de suas canções, "Schweine" (porcos em alemão), figurou na trilha sonora do jogo eletrônico Grand Theft Auto IV, mais precisamente na rádio Vladivostok FM.

## Discografia

### Álbuns
- 2003: Nostra
- 2005: Moskva
- 2011: Trans-Forma